# Ата-Мерек
Ата-Мерек (кирг. Ата-Мерек) — село в Кара-Сууском районе Ошской области Кыргызстана. Входит в состав Папанского айылного аймака.

## География
Село расположено в северо-западной части области, на расстоянии приблизительно 38 километров (по прямой) к югу от города Кара-Суу, административного центра района. Абсолютная высота — 1696 метров над уровнем моря.

## Население
Согласно оценочным данным Национального статистического комитета Кыргызской Республики, численность населения села на начало 2023 года составляла 148 человек.
| год     | 2009 | 2014 | 2015 | 2020 | 2021 | 2023 |
| ------- | ---- | ---- | ---- | ---- | ---- | ---- |
| человек | 155  | 84   | 77   | 94   | 88   | 148  |